# Europees Terrestrisch Referentiesysteem 1989

Verschil tussen ETRS89 en WGS 84

Het Europees Terrestrisch Referentiesysteem 1989 (ETRS89) is een Europees geodetisch coördinatensysteem vastgelegd in 1989 dat vast verbonden is aan het stabiele Europese deel van de Euraziatische Plaat.
In 1989 werd afgesproken dat epoche 1989.0 van het wereldwijde datum ITRS de definitie is van het Europese datum ETRS89. Coördinaten in ETRS89 veranderen in Europa nauwelijks, omdat het Europese vasteland als homogene eenheid beweegt. In ITRS veranderen coördinaten in Europa door de continentendrift wel. De afwijking tussen ETRS89 en ITRS loopt op met ongeveer 2,5 cm per jaar. Inmiddels is het verschil ongeveer 65 cm (in 2015). ETRS89 gebruikt net als ITRS de referentie-ellipsoïde GRS80 en bijhorend zwaartekrachtmodel voor de Aarde. WGS 84 is het referentiesysteem dat gebruikt wordt voor het Global Positioning System en tegenwoordig vrijwel gelijk is aan ITRS.
Het ETRS89 vormt de basis voor alle huidige cartografische informatie in Europa. Al is voor de schaal van veel kaarten het verschil tussen ETRS89 en ITRS/WGS84 verwaarloosbaar.

## België
ETRS89 is de basis voor de berekening van de Lambert 2008-coördinaten.

## Nederland
ETRS89 is sinds 1 oktober 2000 de basis van de definitie van Rijksdriehoekscoördinaten.